# Palicourea harlingii
Palicourea harlingii är en måreväxtart som beskrevs av Charlotte M. Taylor. Palicourea harlingii ingår i släktet Palicourea och familjen måreväxter. Inga underarter finns listade i Catalogue of Life.